# Huchenneville
Huchenneville là một xã ở tỉnh Somme, vùng Hauts-de-France, Pháp.

## Địa lý
Thị trấn này tọa lạc trên đường D503a, khoảng 5 dặm Anh về phía tây nam của Abbeville gần một dặm Anh so với giao lộ với đường ô tô A28.

## Dân số
| 1962                                                           | 1968 | 1975 | 1982 | 1990 | 1999 |
| -------------------------------------------------------------- | ---- | ---- | ---- | ---- | ---- |
| 577                                                            | 592  | 560  | 581  | 667  | 665  |
| Số liệu điều tra dân số từ năm 1962, dân số không tính hai lần |      |      |      |      |      |